# Злагода
Злагода (укр. Злагода, до 2024 года — Першотравневое) — село,
Вишнёвский сельский совет,
Покровский район,
Днепропетровская область,
Украина.
Код КОАТУУ — 1224284513. Население по переписи 2001 года составляло 109 человек.

## Географическое положение
Село Першотравневое находится на правом берегу реки Янчур,
выше по течению на расстоянии в 1 км расположено село Рыбное (Гуляйпольский район),
ниже по течению на расстоянии в 2,5 км расположено село Егоровка,
на противоположном берегу — село Красногорское (Гуляйпольский район).

## История
Образовано путем объединения сел Андреевка и Первое Мая

## Происхождение названия
Село было названо в честь праздника весны и труда Первомая, отмечаемого в различных странах 1 мая; в СССР он назывался Международным днём солидарности трудящихся.
На территории Украиской ССР имелись 50 населённых населённых пунктов с названием Першотравневое и 27 — с названием Первомайское.